# العلاقات التوفالية المنغولية
العلاقات التوفالية المنغولية هي العلاقات الثنائية التي تجمع بين توفالو ومنغوليا.

## مقارنة بين البلدين
هذه مقارنة عامة ومرجعية للدولتين:
| وجه المقارنة                                              | توفالو                         | منغوليا         |
| --------------------------------------------------------- | ------------------------------ | --------------- |
| المساحة (كم2)                                             | 26                             | 1.57 مليون      |
| عدد السكان (نسمة)                                         | 11.19 ألف                      | 3.08 مليون      |
| الكثافة السكانية (ن./كم²)                                 | 43.04 ألف                      | 1.96            |
| العاصمة                                                   | فونافوتي                       | أولان باتور     |
| اللغة الرسمية                                             | اللغة التوفالوية، لغة إنجليزية | اللغة المنغولية |
| العملة                                                    | دولار توفالو                   | توغروغ منغولي   |
| الناتج المحلي الإجمالي (بليون دولار)                      | 39.73 مليون                    | 11.49 مليار     |
| الناتج المحلي الإجمالي (تعادل القوة الشرائية) بليون دولار | 38.93 مليون                    | 36.16 مليار     |
| الناتج المحلي الإجمالي الاسمي للفرد دولار أمريكي          | 3.29 ألف                       | 3.97 ألف        |
| الناتج المحلي الإجمالي للفرد دولار أمريكي                 | 3.77 ألف                       | 11.95 ألف       |
| مؤشر التنمية البشرية                                      |                                | 0.727           |
| رمز المكالمات الدولي                                      | +688                           | +976            |
| رمز الإنترنت                                              | .tv                            | .mn             |
| المنطقة الزمنية                                           | ت ع م+12:00                    | ت ع م+08:00     |

## منظمات دولية مشتركة
يشترك البلدان في عضوية مجموعة من المنظمات الدولية، منها:
| علم المنظمة | اسم المنظمة                   | تاريخ انضمام توفالو | تاريخ انضمام منغوليا |
| ----------- | ----------------------------- | ------------------- | -------------------- |
|             | منظمة حظر الأسلحة الكيميائية  | ?                   | ?                    |
|             | الأمم المتحدة                 | 5 سبتمبر 2000       | 27 أكتوبر 1961       |
|             | يونسكو                        | 21 أكتوبر 1991      | 1 نوفمبر 1962        |
|             | مؤسسة التنمية الدولية         | 24 يونيو 2010       | 14 فبراير 1991       |
|             | بنك التنمية الآسيوي           | 1993                | 1991                 |
|             | البنك الدولي للإنشاء والتعمير | 24 يونيو 2010       | 14 فبراير 1991       |
|             | الاتحاد البريدي العالمي       | ?                   | ?                    |
|             | الاتحاد الدولي للاتصالات      | 15 أغسطس 1996       | 27 أغسطس 1964        |

## وصلات خارجية
- موقع وزارة الخارجية المنغولية